# Mukilteo
Mukilteo est une localité américaine du comté de Snohomish, dans l'État de Washington.